# Slaget ved Chapultepec
Slaget ved Chapultepec fandt sted i september 1847 under den Mexicansk-amerikanske krig, ved borgen Chapultepec, som ligger ved den vestlige adgangsvej til Mexico City.

## Baggrund
Den 8. september i det blodige Slag ved Molino del Rey havde amerikanske styrker fordrevet mexicanerne fra deres stillinger nær foden af fæstningen Chapultepec, som beskytter Mexico City mod vest.
De amerikanske ingeniørtropper var imidlertid stadig interesseret i de sydlige adgangsveje til byen. General Winfield Scott holdt krigsråd med sine generaler og ingeniører den 11. september. Scott var tilhænger af at angribe Chapultepec, men kun general David E. Twiggs var enig. De fleste af Scotts officerer, inklusive major Robert E. Lee, foretrak et angreb sydfra. En ung kaptajn P.G.T. Beauregard holdt en lærebogstale, som fik general Pierce til at ændre mening til fordel for et angreb vestfra. Herefter besluttede Scott officielt, at angrebet ville blive sat ind mod Chapultepec.
Antonio López de Santa Anna var øverstkommanderende for hæren i Mexico City. Han vidste, at borgen Chapultepec var vigtig for byens forsvar. Borgen lå på en 60 meter høj bakke, og var i de senere år blevet anvendt af det mexicanske militærakademi.
General Nicolás Bravo havde under 1.000 mand (832 i alt inklusiv 250 fra 10. infanteri, 115 fra Queretaro-bataljonen, 277 fra Mina-bataljonen, 211 fra Unionsbataljonen, 27 fra Toluca-bataljonen og 42 fra la Patria-bataljonen foruden syv kanoner) til at forsvare bakken, når man medregnede 200 kadetter, hvoraf nogle kun var 13 år gamle. En gradvis stigning fra Molino del Rey og op til borgen udgjorde et oplagt angrebspunkt.
I følge de militære arkiver i det mexicanske rigsarkiv blev borgen Chapultepec kun forsvaret af 400 mand, 300 fra de San Blas-bataljonen under ledelse af oberstløjtnant Felipe Xicoténcatl, foruden borgens garnison på 100 mand, inklusive kadetter.
Scott opstillede to stormgrupper på 250 udvalgte mænd. Den ene gruppe, under kaptajn Samuel Mackenzie, skulle lede Gideon J. Pillows division fra Molino og østpå op ad bakken. Den anden gruppe under kaptajn Silas Casey skulle lede John A. Quitmans division mod det sydøstlige hjørne af borgen.

## Kampen
Amerikanerne begyndte en artilleribeskydning af Chapultepec ved daggry den 12. september. Den sluttede ved solnedgang og blev genoptaget næste morgen ved solopgang. Klokken 8 stoppede beskydningen, og Winfield Scott beordrede angrebet startet. Bag kaptajn Mackenzies angrebsgruppe var der tre angrebskolonner fra George Cadwaladers brigade i Pillows division. På venstre fløj var 11. og 14. regiment under oberst William Trousdale, i centrum var der fire kompagnier fra Voltigeur-regimentet under oberst Timothy Patrick Andrews og på højre fløj de resterende fire Voltigeur-kompagnier under oberstløjtnant Joseph E. Johnston. Pillow blev tidligt ramt i foden, men beordrede angrebet fortsat. Andrews kolonne fulgte Mackenzie ud af Molino og ryddede en cypreslund foran dem for mexicanske tropper, mens Trousdale og Johnston gik frem på fløjene. Angrebet gik i stå, mens Mackenzies mænd måtte vente på stormstigerne, og der blev en pause i slaget.
I sydvest var 40 marineinfanterister forrest i kaptajn Caseys angrebsgruppe, som blev fulgt af James Shields' brigade af frivillige, på vej nordpå mod Chapultepec.
Også her gik angrebet i stå, mens man ventede på stormstigerne, og resten af Shields mænd måtte stoppe foran mexicanernes artilleri. Stigerne ankom, og den første følge kravlede op ad murene. Der kom rent faktisk så mange stiger, at 50 mand kunne kravle op ved siden af hinanden. George E. Pickett, som senere blev berømt for "Picketts angreb" under Den amerikanske borgerkrig, var den første amerikaner på toppen af borgens mure, og Voltiguers plantede snart deres flag på brystværnet. Oberst Trousdales kolonne understøttet af løjtnant Thomas J. Jacksons artilleri stod over for en større mexicansk styrke, som ydede energisk modstand. Newman S. Clarkes brigade bragte ny bevægelse i kampen på Pillows front. General Shields blev alvorligt såret, da hans mænd strømmede over murene, men det lykkedes for hans tropper at få hejst det amerikanske flag over borgen. Inden han kunne trække sig tilbage, blev Bravo taget til fange af Shields frivillige fra New York. Mexicanerne trak sig om natten tilbage ad dæmningerne ind mod byen. Adskillige mexicanske kadetter svøbte mexicanske flag om sig og sprang ud fra murene uden hensyntagen til højden, for at undgå at mexicanske flag blev erobret af angriberne. General Santa Anna så katastrofen ramme Chapultepec, mens en ledsager udbrød: "Lad aldrig det mexicanske flag blive rørt af en fremmed fjende".

### Los Niños Héroes
Under slaget nægtede seks mexicanske militærkadetter at trække sig tilbage, da general Bravo endelig beordrede retræte og kæmpede til døden mod overvældende, amerikanske styrker. Deres navne var løjtnant Juan de la Barrera og kadetterne Agustin Melgar, Juan Escutia, Vicente Suarez, Francisco Marquez og Fernando Montes de Oca. Én for én faldt de, og da der kun var én tilbage, (Juan Escutia), og de amerikanske soldater var på nippet til at dræbe ham, greb han det mexicanske flag, svøbte det omkring sig og sprang ud fra toppen af borgen. Det siges, at den amerikanske anfører gjorde honnør for Escutias lig, indsvøbt i det mexicanske flag.
Et bevægende vægmaleri, som smykker loftet i paladset, viser Juan Escutia indsvøbt i flaget, som tilsyneladende falder ned fra oven. . Et monument i Chapultepec Park erindrer om mexicanernes mod. Kadetter huskes i Mexicos historie som Los Niños Héroes, de små helte.

### Saint Patricks Bataljon
Omkring 50 mand fra el Batallón de San Patricio, en gruppe tidligere soldater fra den amerikanske hær, som kæmpede på mexicansk side, blev henrettet en masse under slaget. De var tidligere blevet taget til fange under Slaget ved Churubusco. General Scott gav ordre til, at de skulle hænges med udsigt til Chapultepec, og at døden skulle indtræde, når det amerikanske flag erstattede den mexicanske tricolore på toppen af citadellet.

## Belén- og San Cosmé-portene
General Scott ankom til borgen og blev omringet af glade soldater. Han satte et regiment til at bevogte borgen og de derværende fanger. Scott gik derefter i gang med at planlægge angrebet på byen. Han beordrede et sekundært angreb mod Belén-porten og bragte resten af William J. Worths division frem til at støtte Trousdales mænd på La Verónica-dæmningen (nu Avenida Melchor Ocampo) i hovedangrebet mod San Cosme-porten, som blev forsvaret af general Rangel.
Trousdale, med John Garlands, Newman Clarks og George Cadwaladers brigader efter sig, begyndte at rykke frem langs dæmningsvejen.
General Quitman samlede hurtigt tropperne i Chapultepec og også Persifor F. Smiths brigade, drejede mod øst og fortsatte ned ad Belén-dæmningsvejen.
Selv om det kun var tænkt som en afledning, blev Quitmans angreb hurtigt angrebets centrum, da han jog Chapultepecs forsvarere tilbage ind i byen. Hans tropper mødte stærk modstand foran byporten, som blev understøttet af et artilleribatteri. I ly af stensøjlerne på akvædukten, som forløb langs midten af dæmningsvejen, krøb hans mænd fremad. General Andrés Terrés' tropper (tre kanoner og 200 mænd fra 2. Mexico Activos) begyndt at desertere og flygte tilbage til byens citadel. Med Mounted Rifles (som kæmpede til fods) i spidsen, gennembrød Quitman Belén-porten kl. 13.20. General Scott udtalte senere: "Modige Rifles, I er gået igennem ild og kommet ud som stål".
Mod nord ledte Robert E. Lee Worth-angriberne ned ad La Verónica-dæmningsvejen. Klokken var 16, da Worth nåede krydset mellem La Verónica- og San Cosme-dæmningsvejene, hvor han slog et modangreb fra 1.500 kavalerister tilbage, inden han drejede mod øst ad San Cosme-dæmningsvejen. Det gik kun langsomt fremad, og tabstallet steg. Bygningerne langs vejen viste sig at være fyldt med fjendtlige soldater, og obersterne Garland og Clark blev sendt af sted med 1. og 2. brigade for at nærme sig forsvarsstillingerne ved at gennembryde murene mellem bygningerne på begge sider af vejen med brækjern og hakker.
Løjtnant Ulysses S. Grant opdagede klokketårnet på San Cosme-kirken syd for dæmningsvejen og fik placeret en haubits, som kunne ramme forsvarerne ovenfra. På vejens nordside gentog søofficeren Raphael Semmes Grants vellykkede manøvre. Derefter ledte løjtnant George Terrett en gruppe marineinfanterister bag om de mexicanske forsvarere og klatrede op på taget, hvorfra de indledte en morderisk beskydning af de mexicanske artillerister. Ved 18-tiden havde Worth
gennembrudt porten, og forsvarerne spredtes. Mange trak sig tilbage til citadellet og trak Santa Anna med sig. Mens natten faldt på, sendte Worth fem mortérgranater ind i byen, og de ramte nær Palacio Nacional.

## Efter slaget
Slaget var en betydelig sejr for amerikanerne. Det havde varet det meste af dagen, og kampene havde været alvorlige og kostet tab. Generalerne Twiggs og Shields var begge blevet såret og det samme var oberst Trousdale. De største tab skete under Quitmans angreb på Belén-porten. Samtlige i Quitmans stab mistede livet i nærkampen på dæmningsvejen.
Santa Anna mistede general Bravo, som blev taget til fange og general Juan N. Perez blev dræbt. I et raserianfald slog Santa Anna på general Terrés og fratog ham kommandoen for at have mistet Belén-porten. I sine memoirer stemplede Santa Anna Terrés som forræder og gjorde ham til syndebuk for nederlaget ved Mexico City.

## Arven fra Chapultepec
Marineinfanteristernes indsats i dette slag og den efterfølgende okkupation af Mexico City erindres i de første linjer af Marinekorpsets slagsang: "From the Halls of Montezuma...". De er en henvisning til borgen Chapultepec, som også er kendt som Halls of Montezuma.
Den røde stribe i siden på bukserne i U.S. Marines' paradeuniform for officerer og underofficerer kaldes blodstriben og erindrer om den tabsrate på 90%, som officerer og underofficerer i Marinekorpset havde under Slaget ved Chapultepec.[kilde mangler]